# Русское культурно-просветительное общество имени А. В. Духновича
Русское культурно-просветительное общество имени А. В. Духновича (кратко Общество имени А. Духновича) — карпаторусская общественная и культурная организация русофильской направленности.
Основано 22 марта 1923 года в Мукачеве сторонниками русинофильской и русофильской национальной ориентации, как противовес проукраински ориентированной «Просвіте», возникшей в Ужгороде в 1920 году.
Председателем общества был избран Е. И. Сабов, архидиакон в Севлюши (ныне Виноградов).
Членами Центрального правления избраны:
1. Гебей Пётр — епископ Мукачева.
2. д-р Бескид Антоний, адвокат.
3. д-р Сабов Симеон, каноник.
4. Невицкий Константин, наместник.
5. Мустянович Максимилиан, священник.
6. Контратович Ириней, священник.
7. Анталовский Василий, школьный инспектор.
8. Василенков Михаил, учитель.
9. Мураши Иван, профессор.
10. Драгула Николай Иванович (Драгула Микола Іванович[укр.]), директор гимназии.
11. д-р Бескид Александр, референт школьного отдела.
12. д-р Петригалла Петр Иванович (Петрігалла Петро Іванович[укр.]), главный врач.
13. Хромяк Иосиф, директор учительской семинарии.
14. Ставровский Михаил, профессор.
15. д-р Бескид Михаил, священник.
16. Кизак Иван, профессор.
17. Туркиняк Александр, пенсионер, учитель.
18. Иойкович Феодор, наместник.
19. Ханат Ириней, священник.
20. Демьянчик Александр, учитель.
21. Ладишинский Александр, учитель.
22. д-р Сулинчак Василий, директор гимназии.

Значительное количество активистов имелось и на Пряшевщине.
В 1929 году организация имела в восточной Словакии 18 библиотек, 13 драматических кружков, три оркестра и шесть певческих групп.
В 1930 году пряшевский филиал общества юридически стал независимым от ужгородского центра, формально признавя старшинство подкарпатского Общества. Новая пряшевская организации действовала на территории Чехословакии за исключением Подкарпатской Руси.
В 1945 году после присоединения Закарпатья к СССР общество было запрещено.
В 1990-е годы в Словакии было создано Русинское культурно-просветительное общество имени А. В. Духновича (словац. Rusínsky kultúrno-osvetový spolok Alexandra Duchnoviča).